# هیروماسا ایجیچی
هیروماسا ایجیچی (انگلیسی: Hiromasa Ijichi؛ زادهٔ ۲۶ آوریل ۱۹۶۳) آهنگساز، تهیه‌کننده موسیقی اهل ژاپن است.